# بابلو بيريرا
بابلو بيريرا (بالإسبانية: Pablo Pereira) (30 يناير 1986 بمونتفيدو في الأوروغواي - ) هو لاعب كرة قدم أوروغواني في مركز الهجوم. لعب مع أرتورو فرنانديز فيال ورامبلا جونيورز ونادي بالستينو ونادي سبورت ريسيفه ونادي فيتوريا وفيلا إسبانيول ‏ والتانك سيلي وUnión Temuco ‏ وأتيناس دي سان كارولس وأتليتيكو بروغريسو ‏.

## وصلات خارجية
- بابلو بيريرا على موقع قاعدة بيانات كرة القدم.إي يو (الإنجليزية)
- بابلو بيريرا على موقع Soccerway.com (الإنجليزية)